# Panthea
Pour plus de détails, voir Fiche technique et Distribution.
Panthea est un film muet américain réalisé par Allan Dwan et sorti en 1917.

## Fiche technique
- Réalisation : Allan Dwan
- Scénario : Allan Dwan, Mildred Considine, d'après la pièce de Monckton Hoffe
- Chef-opérateur : Roy F. Overbaugh, Harold Rosson
- Assistant-réalisateur : Arthur Rosson, Erich von Stroheim
- Production : Allan Dwan, Joseph M. Schenck, Norma Talmadge
- Durée : 78 minutes
- Date de sortie : États-Unis : 7 janvier 1917

## Distribution
- Norma Talmadge : Panthea Romoff
- Earle Foxe : Gerald Mordaunt
- L. Rogers Lytton : Baron de Duisitor
- George Fawcett : le préfet de police
- Murdock MacQuarrie : l'agent de police
- Erich von Stroheim : le lieutenant
- Norbert Wicki : Ivan Romoff
- William Abingdon : Sir Henry Mordaunt
- Winifred Harris : la mère de Gerald
- Eileen Percy : la sœur de Gerald
- Stafford Windsor : Percival
- Richard Rosson : Pablo Centeno
- Frank Currier : Dr Von Reichstadt
- Herbert Barry
- Jack Meredith